# Pilogalumna steinmanni
Pilogalumna steinmanni är en kvalsterart som beskrevs av Aoki 1975. Pilogalumna steinmanni ingår i släktet Pilogalumna och familjen Galumnidae. Inga underarter finns listade i Catalogue of Life.